# イエス・ウィー・ハブ・ノー・バナナ
イエス・ウィー・ハブ・ノー・バナナ (英語: Yes! We Have No Bananas) は1922年にブロードウェイ・シアターのレヴュー「Make it Snappy」において使用され、フランク・シルヴァーとアーヴィング・コーンにより作曲されたコミックソングである。レヴューではエディー・カンターが歌っていたこの楽曲は1923年にビリー・ジョーンズ、アーサー・ホール (Arthur Hall)、アーヴィング・カウフマンらにより録音、発売され、アメリカ合衆国のヒットチャートにおいて5週間に渡り第一位を獲得した。後にベニー・グッドマンと彼の楽団、スパイク・ジョーンズなど多くの歌手によりカヴァー曲が発売された。さらに、この楽曲を受けて1923年にはビリー・ジョーンズ他により「I've Got the Yes! We Have No Bananas Blues」が録音された。

## 歴史
この歌は通常、ブラジルで起きたバナナ不足を受けて制作されたものとされているが、ロングアイランドのリンブルックでは、作曲家は当地で作曲を行い、「Yes! We have no bananas」というキャッチフレーズはギリシア系アメリカ人の八百屋であったジミー・コスタス (Jimmy Costas) により考案されたものとされている。しかし、1923年のシカゴ・トリビューン紙の記事によると、楽曲のフレーズは1920年のシカゴで生まれたものとされている。漫画家のトーマス・ドーガン (1877–1929) もこの説を支持している。
この楽曲は1932年にベルファストにおいて行われた抗議のテーマソングとなった。これは通常対立している北アイルランドのプロテスタントとカトリックの信者が共に抗議を行ったユニークな例であり、どちらのコミュニティでも知られており、かつ非セクト主義の楽曲である数少ない曲であったためこの曲が採用された。ベルファストの不況に関する本のタイトルにもこの楽曲の名称が用いられた。
第二次世界大戦中には、5年間にわたって政府がバナナの輸入を禁止したイギリスを含む様々な場所でこの楽曲の歌詞が用いられることとなった。八百屋の店主は「Yes, we have no bananas」と書いた張り紙を店の窓に掲げていた。
この楽曲はアーチー・コミックの有名作品にフレーズが使用されている他、1939年の映画「コンドル」や1954年の映画「麗しのサブリナ」においても登場する。ザ・コミックではライトモティーフとして登場し、ディック・ヴァン・ダイク演じる映画の主人公の人生の重要な場面をコミカルに演出するために用いられている。年の映画イングリッシュ・ペイシェントでは、楽曲の数フレーズがジョークとして使用されている。また、マペット・ショーではパロディ元として使用され、擬人化された果物や野菜がこの曲が使用されている。この楽曲のドイツ語版である「Ausgerechnet Bananen」は1961年に制作されたビリー・ワイルダーのスラップスティック・コメディワン・ツー・スリーにおいて、寂れた東ベルリンのホテルのバーで楽団が演奏する曲として使用されている。1970年代には、ハリー・チェイピンが自身の楽曲30,000ポンドのバナナのコーラスの中でこの曲を使用している。最近では、2006年にサイクロン・ラリーがオーストラリアのバナナ農家に大きな被害を与え、同年バナナ不足が起きた際にこの楽曲のフレーズが使用されている。
この曲はシグムンド・スピースのコラムで取り上げられ、スピースは楽曲のメロディーはゲオルク・フリードリヒ・ヘンデル作曲のメサイア第2部に登場するハレルヤ・コーラス、マイ・ボニー、大理石の広間のある家を夢見て、Aunt Dinah's Quilting party、コール・ポーターの旧様式の庭など様々な楽曲の一部分を借用して再構成したものであると述べている。
歌詞を各々の楽曲のメロディーに合わせて再構成すると以下のようになる。
Hallelujah, Bananas! Oh, bring back my Bonnie to me
I dreamt that I dwelt in marble halls—the king that you seldom see
I was seeing Nellie home, to an old-fashioned garden: but,
Hallelujah, Bananas! Oh, bring back my Bonnie to me! 
スピースはその後も専門家の見解として同様の主張を続けている。

## 他国におけるカヴァー
日本では1925年に二村定一により「イエース・ウヰ・ハブ・ノー・バナゝ」としてカヴァーが発売された他、1934年にバートン・クレーンが「バナナは如何」という題名でカヴァーを行なっている。
また、ブラジルでは「イエス・ノス・テーモス・バナナ (Yes, Nós temos Bananas)」としてカヴァーが行われている。